# Streymnes
Streymnes er en færøsk bygd med 333 indbyggere (1. januar 2025). Den er en del af Sunda kommuna og ligger på østkysten af Streymoy lige nord for Hvalvík. Det er ingen andre landsbyer i dalen bortset fra Saksun i den modsatte ende.
Det strømstærke sund har sandsynligvis givet navn til både bygden og øen den ligger på.
Sunda Kommunas pleje- og alderdomshjem Mørkin, ligger i Streymnes. Bygden har altid haft fælles kirke og skole med Hvalvík.
Hjemmebanen for EB/Streymur, Við Margáir, ligger i Streymnes.
Stórá er en å, som flyder mellem Hvalvík og Streymnes. Der er gangstier langs åbredden.

## Historie
Streymnes er en af de fire gamle markatalsbygder langs Sundini.
Streymnes er første gang nævnt i 1584.
Færøernes første hvalfangststation i Gjánoyri ligger ved Streymnes, lige ved sognegrænsen til Haldórsvík. Den blev bygget i 1893 af det norske hvalfangstrederi Urd. Stationen var i drift indtil 1927. Driften opphørte i 1925.
1. januar 2009 havde Streymnes 211 indbyggere, mod 165 i 1985.